# 무명전설 - 트롯 사내들의 서열전쟁
《무명전설 - 트롯 사내들의 서열전쟁》는 MBN에서 2026년 2월에 방송될 예정인 예능 프로그램이다.

## 기획 의도
지금까지의 오디션은 잊어라 ! 그 어디서도 본 적 없는 유쾌하고 찐한 감동의 한 판 ! 다시 한 번 대한민 트롯 판이 뒤집힌다. 당신의 가슴에 불을 지를 전혀 새로운 결의 트롯스타 탄생을 기대하시라 !

## 방송 시간
| 방송국 | 방송 요일 | 방송 시간 | 방송 기간    | 비고 |
| ------ | --------- | --------- | ------------ | ---- |
| MBN    |           |           | 2026년 2월 ~ |      |

## 진행자
- 김대호
- 장민호

## 심사위원
- 남진[1]
- 심수봉[2]
- 설운도
- 주현미[3]
- 조항조
- 김용임
- 윤일상
- 윤명선
- 이석훈
- 김준수
- 신유
- 박현빈
- 이지혜
- 김호영
- 홍진영
- 조정민
- 유빈 (오마이걸)